# Mistrzostwa Europy w Lekkoatletyce 1966 – bieg na 400 m kobiet
Bieg na dystansie 400 metrów kobiet był jedną z konkurencji rozgrywanych podczas VIII Mistrzostw Europy w Budapeszcie. Biegi eliminacyjne zostały rozegrane 30 sierpnia, biegi półfinałowe 31 sierpnia, a bieg finałowy 1 września 1966 roku. Zwyciężczynią tej konkurencji została reprezentantka Czechosłowacji Anna Chmelková. W rywalizacji wzięło udział trzydzieści zawodniczek z szesnastu reprezentacji.

## Rekordy
| Rekord świata     | Sin Kim-dan (PRK)   | 51,9 | Pjongjang, Korea Północna | 23.10.1962 |
| Rekord Europy     | Ann Packer (GBR)    | 52,2 | Tokio, Japonia            | 17.10.1964 |
| Rekord mistrzostw | Marija Itkina (SUN) | 53,4 | Belgrad, Jugosławia       | 14.09.1962 |

## Wyniki

### Eliminacje
Bieg 1
| Miejsce | Zawodniczka        | Czas | Uwagi |
| ------- | ------------------ | ---- | ----- |
| 1       | Paola Pigni        | 54,8 | Q     |
| 2       | Karin Wallgren     | 55,3 | Q     |
| 3       | Grażyna Chodorek   | 55,7 | Q     |
| 4       | Ljiljana Petnjarić | 55,8 |       |
| 5       | Lilita Zāģere      | 56,3 |       |
| 6       | Adile Dani         | 59,3 | NR    |

Bieg 2
| Miejsce | Zawodniczka       | Czas | Uwagi |
| ------- | ----------------- | ---- | ----- |
| 1       | Anna Chmelková    | 53,6 | Q     |
| 2       | Lia Louer         | 54,5 | Q     |
| 3       | Deirdre Watkinson | 54,9 | Q     |
| 4       | Sára Szenteleki   | 54,9 |       |
| 5       | Maeve Kyle        | 55,4 |       |
| 6       | Brigitte Flach    | 56,0 |       |

Bieg 3
| Miejsce | Zawodniczka       | Czas | Uwagi |
| ------- | ----------------- | ---- | ----- |
| 1       | Zsuzsa Szabó      | 54,6 | Q     |
| 2       | Stans Brehm       | 54,9 | Q     |
| 3       | Tove Bakkejord    | 55,1 | Q     |
| 4       | Natalija Runowa   | 55,2 |       |
| 5       | Ika Maričić       | 55,2 |       |
| 6       | Francine Peyskens | 57,6 | NR    |

Bieg 4
| Miejsce | Zawodniczka       | Czas | Uwagi |
| ------- | ----------------- | ---- | ----- |
| 1       | Rosemary Stirling | 54,2 | Q     |
| 2       | Berit Berthelsen  | 54,4 | Q     |
| 3       | Hilda Slaman      | 54,7 | Q     |
| 4       | Évelyne Lebret    | 55,0 |       |
| 5       | Libuše Macounová  | 55,4 |       |
| 6       | Donata Govoni     | 55,9 |       |

Bieg 5
| Miejsce | Zawodniczka         | Czas | Uwagi |
| ------- | ------------------- | ---- | ----- |
| 1       | Antónia Munkácsi    | 54,0 | Q     |
| 2       | Monique Noirot      | 54,4 | Q     |
| 3       | Helga Henning       | 54,5 | Q     |
| 4       | Ludmiła Samotiosowa | 54,6 | q     |
| 5       | Libuše Eichlerová   | 55,3 |       |
| 6       | Celina Gerwin       | 55,9 |       |

### Półfinały
Półfinał 1
| Miejsce | Zawodniczka       | Czas | Uwagi |
| ------- | ----------------- | ---- | ----- |
| 1       | Zsuzsa Szabó      | 54,0 | Q     |
| 2       | Anna Chmelková    | 54,0 | Q     |
| 3       | Berit Berthelsen  | 54,2 | Q     |
| 4       | Lia Louer         | 54,4 | Q     |
| 5       | Karin Wallgren    | 54,5 | NR    |
| 6       | Hilda Slaman      | 54,8 |       |
| 7       | Deirdre Watkinson | 55,7 |       |
| 8       | Grażyna Chodorek  | 56,8 |       |

Półfinał 2
| Miejsce | Zawodniczka         | Czas | Uwagi |
| ------- | ------------------- | ---- | ----- |
| 1       | Antónia Munkácsi    | 53,9 | Q     |
| 2       | Monique Noirot      | 54,0 | Q     |
| 3       | Helga Henning       | 54,2 | Q     |
| 4       | Ludmiła Samotiosowa | 54,2 | Q     |
| 5       | Rosemary Stirling   | 54,5 |       |
| 6       | Stans Brehm         | 54,9 |       |
| 7       | Tove Bakkejord      | 55,4 |       |
| 8       | Paola Pigni         | 55,6 |       |

### Finał
| Miejsce | Zawodniczka         | Czas | Uwagi |
| ------- | ------------------- | ---- | ----- |
| 1       | Anna Chmelková      | 52,9 | CR    |
| 2       | Antónia Munkácsi    | 53,9 |       |
| 3       | Monique Noirot      | 54,0 |       |
| 4       | Ludmiła Samotiosowa | 54,0 |       |
| 5       | Helga Henning       | 54,1 | NR    |
| 6       | Berit Berthelsen    | 54,1 | NR    |
| 7       | Zsuzsa Szabó        | 54,3 |       |
| 8       | Lia Louer           | 55,0 |       |